# Ramón Carranza
Ramón Sergio Carranza Semprini (28 de julio de 1931 en Rosario, Santa Fe, Argentina - 28 de mayo de 2014 en Rosario, Santa Fe, Argentina) es un exfutbolista argentino. Jugaba de delantero y su primer club fue Central Córdoba de Rosario.

## Carrera
Comenzó su carrera en 1949 jugando para Central Córdoba de Rosario, en donde jugó hasta 1952. En 1953 continúa su carrera jugando para Newell's, en donde jugó hasta 1955. En 1956 se fue a Chile para transformarse en el nuevo refuerzo de Unión Española, en donde estuvo hasta 1958. En ese año se fue a España para formar parte del Granada CF, jugando para ese club hasta 1961. En ese año se pasó al RCD Espanyol, manteniéndose hasta 1964. En 1965, Ramón regresó a la Argentina para jugar en Central Córdoba de Rosario, donde se retiró.

## Clubes
| Club              | País      | Año       |
| ----------------- | --------- | --------- |
| Central Córdoba   | Argentina | 1949-1952 |
| Newell's Old Boys | Argentina | 1953-1956 |
| Unión Española    | Chile     | 1956-1958 |
| Granada CF        | España    | 1958-1961 |
| RCD Espanyol      | España    | 1961-1964 |
| CE Europa         | España    | 1964-1965 |
| Central Córdoba   | Argentina | 1965      |